# 烏格里奇的德米特里
德米特里·伊萬諾維奇（羅馬化：Dmitriy Ivanovich；1582年10月29日—1591年5月15日）或察列維奇德米特里（俄語：Царевич дмитрий），是俄羅斯沙皇伊凡四世的幼子，擁有察列維奇的頭銜。其年僅8歲便離奇身亡，在17世紀初更有多人（偽德米特里）冒充其名。
由於德米特里有一位和他同名同姓的哥哥，所以一般常以其死亡的地點烏格里奇的德米特里（英語：Dmitry of Uglich）或埋葬地莫斯科的德米特里（英語：Dmitry of Moscow）稱呼，以作出區別。

## 生平
德米特里是伊凡四世最小的兒子，也是伊凡四世和瑪麗亞·娜加婭之間唯一的孩子。在伊凡四世死後，德米特里的哥哥費奧多爾一世登位，然而實際的權力是握在費奧多爾的大舅子鮑里斯·戈東諾夫手上。據傳戈東諾夫想要處理掉德米特里，因為費奧多爾沒有子嗣，若德米特里不在，戈東諾夫就能夠繼承王位。
1584年，戈東諾夫將德米特里、他的母親瑪麗亞·娜加婭與瑪麗亞的兄弟們都放逐到德米特里的封地烏格里奇去，在《新紀事》中指出這塊地是伊凡四世在遺囑中留給德米特里的，但不確定這是否具有可信度。德米特里理應要掌握烏格里奇當地的執政權，但實際上，德米特里和他的母親頂多只能得到封地的部分收入，實際的權力掌握在從莫斯科派遣過去的服務階級人士手上。
根據16世紀的英國外交官吉爾斯·弗萊徹所寫的書籍，德米特里在小小年紀就展現出和父親伊凡四世相似的性格特質。據說他很喜歡看著羊和其他牲畜被屠宰的過程，尤其是當動物的喉嚨被劃開，鮮血從傷口流出時。

## 謀殺或意外

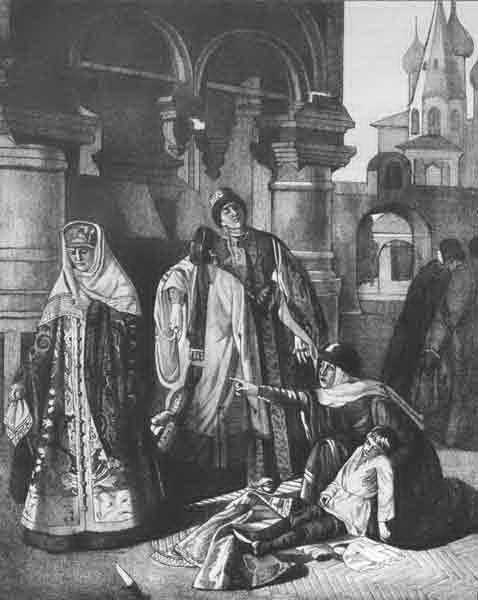
由帕維爾·普利沙那夫所繪的《謀殺德米特里·伊萬諾維奇》（1890年），圖中最左邊的女人是瓦西麗莎·沃洛霍娃，最右邊抱著德米特里屍首的則是瑪麗亞·娜加婭

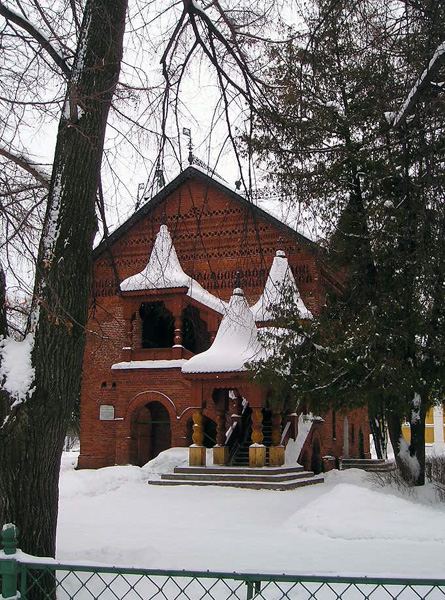
犯罪現場。德米特里被發現死在離住所幾步之遙

1591年5月15日，德米特里離奇身亡，死因為喉嚨刺傷。
當時的史家和後來的歷史學家為德米特里命案提出了兩種可能性：
第一種理論是，德米特里是被鮑里斯·戈東諾夫派出的刺客所殺，由當時在場的家庭教師瓦西麗莎·沃洛霍娃將刺客引入院子，刺客得手後再將現場佈置得像是意外。幾位19世紀的歷史學家如尼古拉·米哈伊洛维奇·卡拉姆津和瓦西里·奥西波维奇·克柳切夫斯基等人支持這種說法。但反對者指出：德米特里是伊凡四世第八次（或第六次）婚姻中誕生的兒子，根據教規，俄羅斯東正教最多只合法認可三次婚姻，德米特里屬於私生子而無王位繼承權，因此戈東諾夫應沒有殺人動機。
第二種理論是，德米特里在把玩刀子時癲癇發作，在癲癇期間用刀刺穿了自己的喉嚨。這個理論則有米哈伊爾·波戈金和謝爾蓋·普拉東諾夫等歷史學家支持，而反對者則指出：癲癇發作時手掌會張開，不太可能還握得住刀。然而根據當時的官方調查，德米特里癲癇發作當下正在玩一種叫做「Svaika」的投擲遊戲，為此他握住刀片部分，並讓刀朝向自己。若這些資料可信，那麼他在遊戲途中癲癇發作，並鬆開手再自己跌到刀口上造成致命傷的可能性就比較高了。不過，當時主導進行官方調查的是受戈東諾夫直接指使的瓦西里四世（當時還尚未成為沙皇），因此官方調查的中立度或許有待商榷。
關於德米特里的命運還有第三種揣測，這個理論則獲得了一些較早期的歷史學家如康斯坦丁·貝斯圖佐夫-留明、伊凡·別利亞耶夫（Ivan Belyaev）等人的支持。那就是：戈東諾夫本來打算派刺客謀害德米特里，卻不小心殺錯了其他人，而德米特里本人最後成功逃脫並倖存 ── 這種說法可以用來解釋為什麼偽德米特里一世、二世、三世還能活著出來和大眾露面。然而，大多數現代俄國歷史學家都認為德米特里的倖存版本是不可能的，因為被派來刺殺王子的刺客實在不太可能會認不清王子的長相。此外眾所皆知的是，連贊助偽德米特里一世的波蘭貴族們都不相信他所說的故事。

## 事件餘波
德米特里之死在烏格里奇引發了一場暴動，起因為德米特里的母親瑪麗亞·娜加婭和她的兄弟米哈伊爾聲稱德米特里遭人謀殺。聽到這個消息後，憤怒的市民動用私刑處死了15名他們認為是刺客的人，包括當地的莫斯科政府代表和德米特里的一個玩伴。隨後由瓦西里主導進行官方調查，查問目擊者後得出結論：德米特里是自己造成喉嚨的致命傷的。調查結束後，瑪麗亞·娜加婭被迫接受剃髮禮，出家成為修女，並被流放到一處偏遠的修道院。她的兄弟們則被關押。但當政治情勢改變，瓦西里便改口撤回他先前的意外死亡主張，並改稱德米特里是在鮑里斯·戈東諾夫的指使下被謀殺的。
17世紀初期，冒名者偽德米特里們接連出現，這些人都自稱是當初逃過一劫並順利長大成人的德米特里。1606年6月3日，偽德米特里一世派人挖出德米特里位於烏格里奇的遺體，並將其帶往莫斯科，想藉此證明這是另一個人的屍體，而不是德米特里·伊萬諾維奇的。在偽德米特里一世死去後，德米特里的遺體在莫斯科被重新安葬，其母親瑪麗亞也參加了葬禮儀式。
自德米特里的遺體從早前的烏格里奇轉移到莫斯科後，對德米特里的信仰和崇拜很快地興盛起來。在俄羅斯東正教的聖人曆中，德米特里被尊稱為「聖虔誠察列維奇」（Saint Pious Tsarevitch），瞻禮日在10月15日（出生）、5月15日（死亡）和6月3日（遺體遷移），是東正教最受崇敬的聖人之一。

## 紀念
- 烏格里奇市的盾章以德米特里為主題

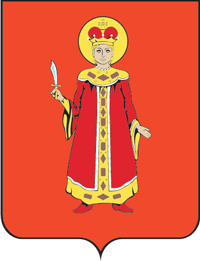
烏格里奇市市徽

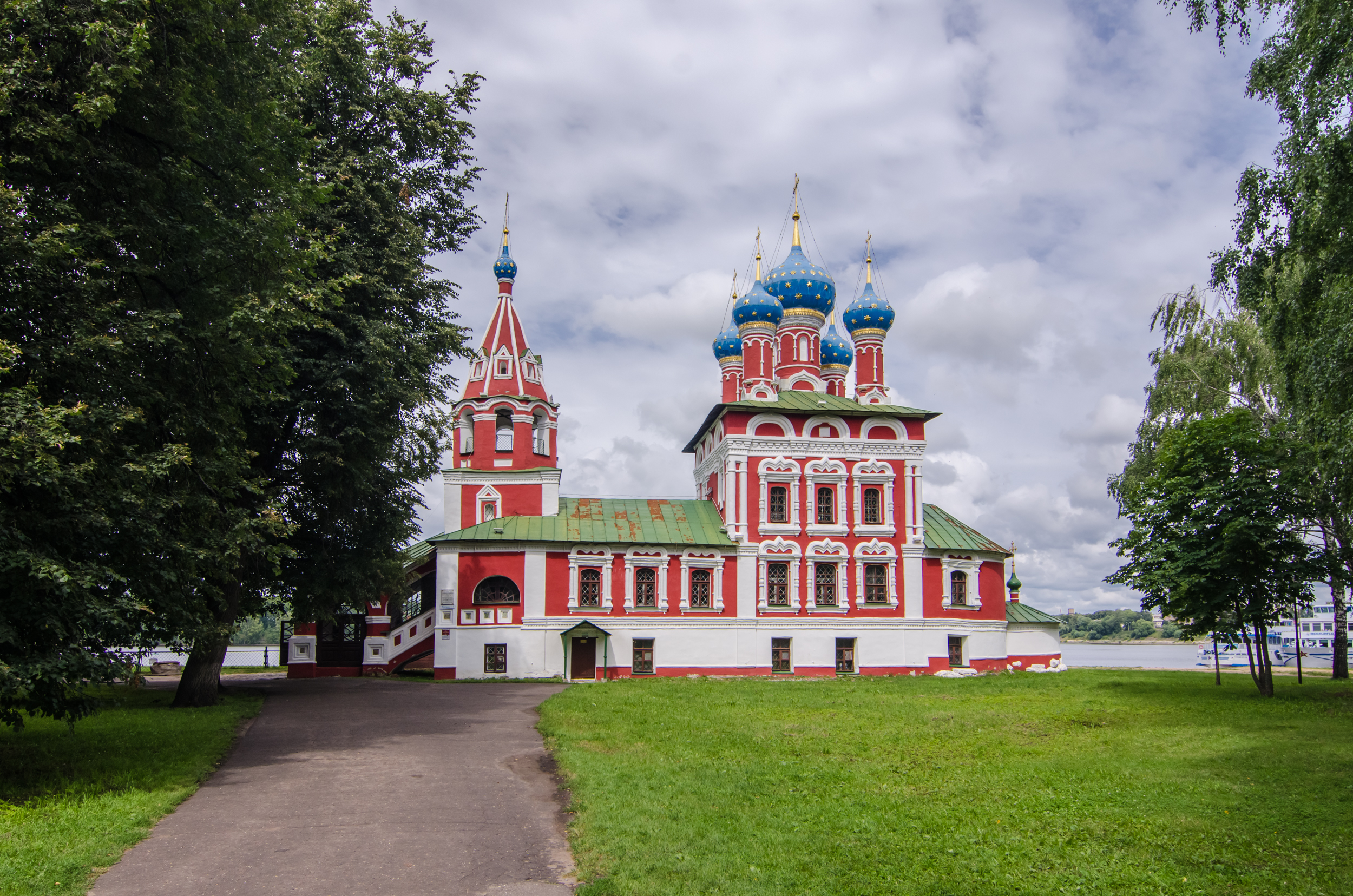
建於17世紀的德米特里滴血教堂，用以紀念德米特里謀殺案

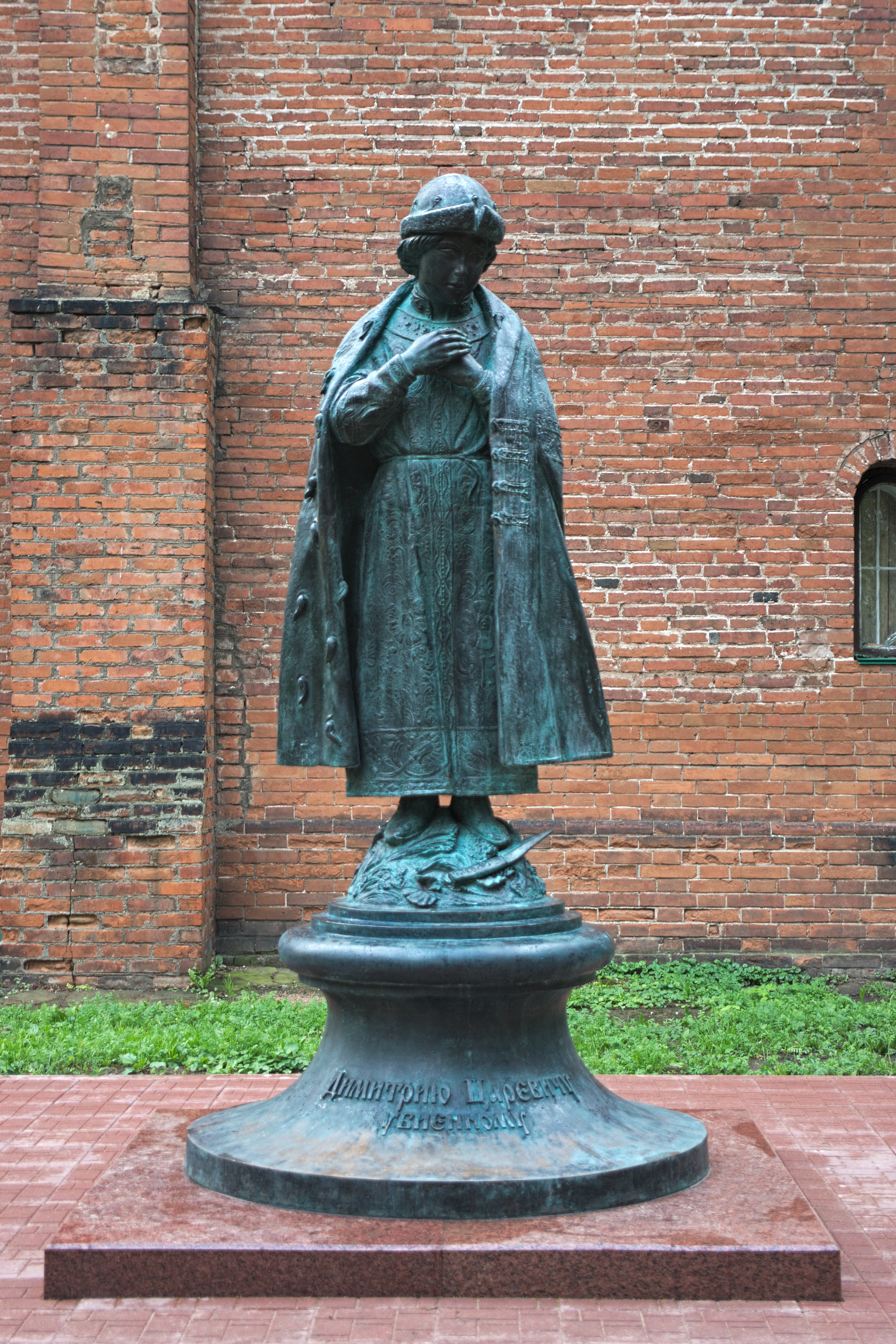
位於烏格里奇克里姆林的紀念雕像

- 德米特里滴血教堂，1692年建造的石造教堂，改建自命案發生地的木造教堂。
- 在烏格里奇克里姆林有一座德米特里王子的紀念雕像，於2015年5月28日開放[12][13][14]。

## 大眾文化與創作
德米特里被謀殺的故事被俄羅斯文豪普希金改編成《鮑里斯·戈東諾夫 (戲劇)》中的其中一個橋段。之後該作品又由作曲家莫傑斯特·彼得羅維奇·穆索斯基再改編為歌劇版本。

## 延伸閱讀
- 伪德米特里一世
- 偽德米特里二世
- 偽德米特里三世

## 腳註
1. ↑  或譯「迪米崔·伊凡諾維奇」